# Erhard Glaser
Erhard Glaser (* 8. Jänner 1870 in Lichtenstadt; † 10. Juli 1947 in Wien) war ein österreichischer Sanitätsoffizier, Mediziner und Biochemiker.

## Leben
Erhard Glaser studierte von 1890 bis 1896 Medizin an der Karls-Universität Prag. Das Studium unterbrach er am 1. April 1893, um als Einjährig-Freiwilliger im Feldjäger-Bataillon 22 Dienst zu versehen. Am 30. September 1893 wurde er zur Reserve entlassen und setzte daraufhin sein Studium fort. Nach seiner Promotion zum Dr. med. erfolgte am 1. März 1897 seine Übernahme als Unterarzt in den aktiven Militärdienst sowie seine Verwendung als Arzt auf Probe beim Garnison-Lazarett 11 in Prag. Darauf kam Glaser am 1. Juni 1897 als Arzt für Innere Medizin und Otologie an das Garnisonsspital in Wien und wurde Ende des Monats zum Oberarzt befördert. 1899 wurde er Regimentsarzt II. Klasse in Wien und 1901 an das Chemische Laboratorium des Militärsanitätskomitees berufen. Während dieser Zeit nahm Glaser ein Studium der Chemie auf und er wurde am 27. November 1903 an der Universität Wien zum Dr. phil. promoviert. 1914 erfolgte ebenso in Wien seine Habilitation als Hygieniker.
Nach Ausbruch des Ersten Weltkrieges wirkte Glaser an der Front in Russland und Rumänien zunächst als Stabsarzt, sowie als Oberstabsarzt II. (seit 1. Mai 1915) bzw. I. Klasse (seit 1. November 1918). Als solcher wurde er am 1. September 1920 in den Ruhestand versetzt. Von 1918 bis 1. Februar 1923 war Glaser zudem Hofrat im Staatsamt für soziale Verwaltung. Anschließend war er in beratender Funktion für das österreichische Bundesheer tätig.
1926 erfolgte seine Berufung zum außerordentlichen Professor für Pharmakognosie an der Universität Wien.
1928 wies Glaser zusammen mit Siegmund Frisch auf die Gefährlichkeit (Phosgen) der damals noch üblichen Tetrachlorkohlenstoff-Feuerlöscher hin.
1939 publizierte Glaser zusammen mit Robert Drobnik eine Studie über die Wirkstoffe im Knoblauch. Zusammen mit Oskar Haempel entwickelte er 1941 mithilfe des Bitterlings den als Glaser-Haempelscher Fischtest bekannten Schwangerschaftstest.
1942 wurde Glaser emeritiert.
Am 15. März 1938 wurde ihm der Charakter als Generalarzt z.V. verliehen und er gleichzeitig zur Verfügung der Wehrmacht gestellt. Bei der deutschen Besetzung des tschechoslowakischen Sudetenlandes fungierte er als leitender Sanitätsoffizier der Heeresgruppe 5, der späteren 14. Armee. Nach dem Beginn des Zweiten Weltkriegs versetzte man ihn am 13. Oktober 1939 zur 12. Armee. Ab 15. Februar 1940 war Glaser dann als Arzt bei der Oberfeldkommandantur 520 im besetzten Belgien tätig. Von dort erfolgte am 11. September des Jahres seine Abberufung und Versetzung in die Führerreserve. Seine z.V.-Stellung wurde schließlich am 30. Juni 1944 aufgehoben und Glaser in den Ruhestand verabschiedet.

## Schriften
- mit Zdislaus von Juchnowicz-Hordynski: Militärmedizin und ärztliche Kriegswissenschaft. Wien 1913.
- Über die Einwirkung von Blausäure auf Methylolmethylacetataldehyd. Dissertation. Universität Wien 1903. In: Monatshefte für Chemie. 25, 1904, S. 46–54, doi:10.1007/BF01540191.
- mit Siegmund Frisch: Beiträge zur Kenntnis der Kondensationsprodukte der Säureamide mit Aldehyden und Konstitutionsermittlung der der Umlagerungsprodukte der Benzometoxazone. Wien 1927.
- mit Siegmund Frisch: Zum Phosgennachweis in chemischen Feuerlöschern. In: Zeitschrift für Angewandte Chemie. 41, 1928, S. 263–265doi:10.1002/ange.19280411006.
- mit F. Prinz: Über die bakterienfeindliche Wirkung von Fermenten. 1928.
- mit Robert Drobnik: Beiträge zur Kenntnis der Wirkstoffe des Knoblauchs. Wien 1939.
- mit Oskar Haempel: Die Voraussage des Geschlechtes beim werdenden Menschenkind im Mutterleib. In: Archiv für Entwicklungsmechanik der Organismen. Berlin 1942.